# Sedel'nikovo
Sedel'nikovo (in russo Седельниково?) è un villaggio dell'oblast' di Omsk, in Russia, nella parte sud della Siberia Occidentale. È il centro amministrativo del distretto Sedel'nikovskij.
Si trova nella periferia sud-occidentale della pianura di Vasjugan sulla riva sinistra del fiume Uj, circa 290 km a nord-est di Omsk e a 79 km da Tara, la città più vicina.